# Johann-Sebastian-Bach-Kirche (Forst (Lausitz))

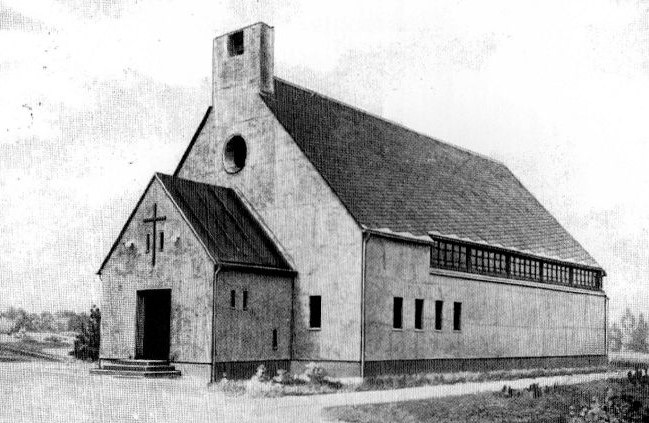
Johann-Sebastian-Bach-Kirche in Forst (Lausitz), historische Aufnahme

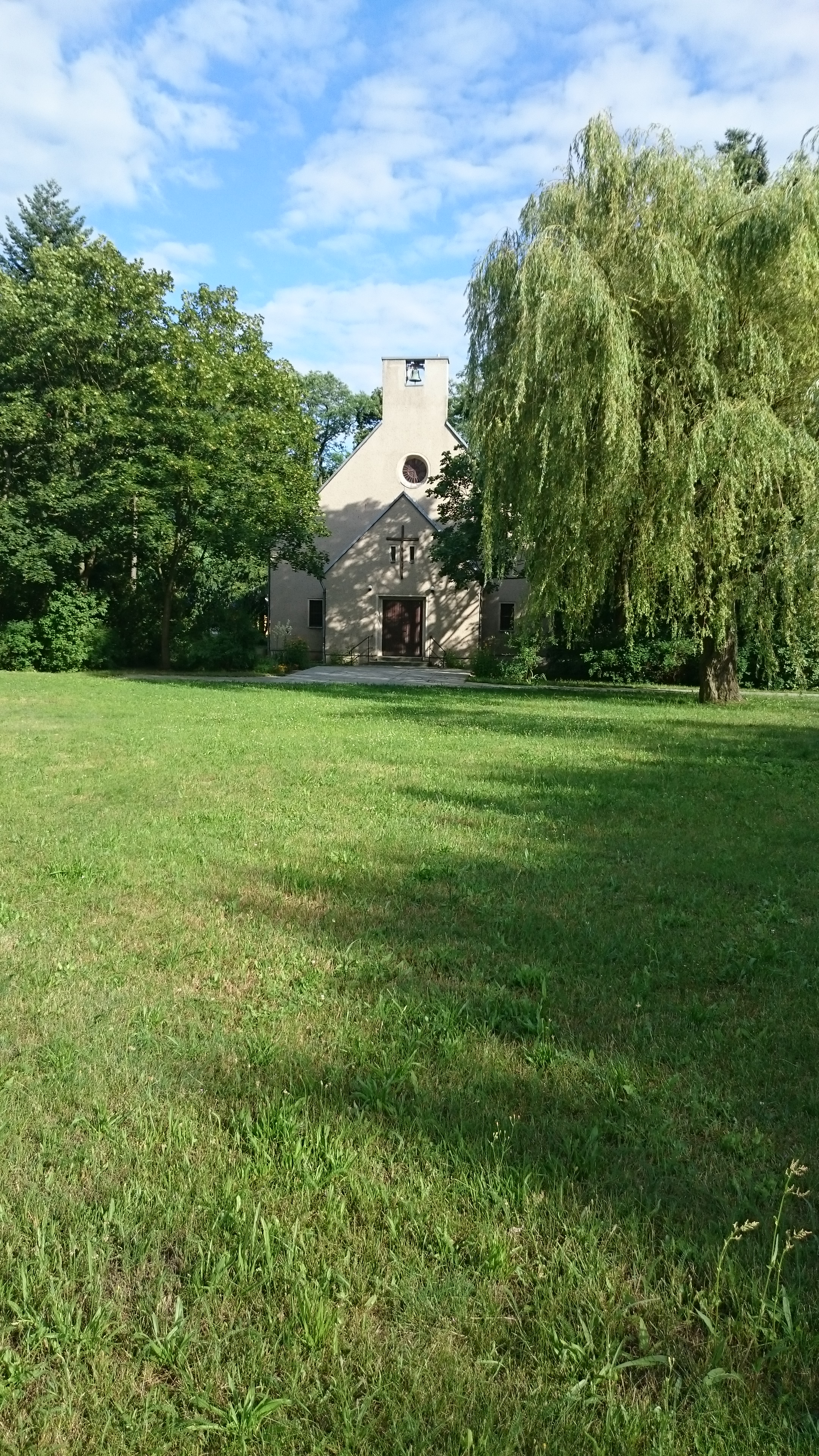
Aufnahme von 2016

Die Johann-Sebastian-Bach-Kirche in Forst (Lausitz) ist eine Kirche der Evangelischen Kirchengemeinde Forst in der Evangelischen Kirche Berlin-Brandenburg-schlesische Oberlausitz. Sie liegt im Stadtgebiet Mexiko südlich der Altstadt an der Muskauer Straße/Ecke Am Stadtpark. Wie die Stadtkirche St. Nikolai gehört sie zur Evangelischen Kirchengemeinde Forst im Kirchenkreis Cottbus der Evangelischen Kirche Berlin-Brandenburg-schlesische Oberlausitz.

## Geschichte
Die Kirche wurde, nachdem die beiden Innenstadtkirchen in Forst (St. Nikolai und Landkirche) stark kriegszerstört waren, im Rahmen des Notkirchenprogramms der Evangelischen Kirche auf Grund einer Stiftung der Amerikanischen Sektion des Lutherischen Weltbunds als sogenannte Typ-B-Kirche nach dem Typenentwurf von Otto Bartning errichtet.
Bereits am 11. Februar 1950 hatten freiwillige Helfer der Gemeinde die ersten Spatenstiche zur Planierung des Bodens getan. Am 18. Februar beginnen die mehrere Wochen dauernden Ausschachtungsarbeiten, denen sich am 6. März die ersten Maurerarbeiten anschließen. Die feierliche Grundsteinlegung, die unter großer Beteiligung der Gemeinde erfolgt, findet am 1. April 1950 statt. Die Holzteile für die Kirche hatte der Baubeauftragte des Evangelischen Hilfswerkes für die DDR Jakob Wassum in Erfurt anfertigen und per Bahn als Komplettbausatz nach Forst bringen lassen. Anfang April kommen vier Zimmerleute von dort, um die Holzkonstruktion aufzustellen, und bereits am 20. April kann das Richtfest gefeiert werden. Die Einweihung der Kirche, im Wesentlichen vom Lutherischen Weltbund und dem Evangelischen Hilfswerk finanziert, erfolgte am 29. Oktober 1950. Im Festgottesdienst hielt Bischof D. Dr. Dibelius die Weiherede.

## Bau und Ausstattung
Die Kirche ist wie die anderen Bartning-Notkirchen eine einschiffige Konstruktion aus in Erfurt vorgefertigten Holzbindern, hier mit polygonalem fünfseitigem Chorabschluss. Zwischen den Bindern ist das Mauerwerk aus Ziegeln hochgezogen, die von Anfang an innen und außen verputzt waren. Zwischen Mauerwerk und Dach ist ein umlaufendes Fensterband eingezogen. 
Am Ende des Altarraumes steht ein großes Holzkreuz, davor befindet sich ein einfacher Altartisch. Besonderheiten in der Ausstattung sind zwei silberne Kelche aus dem 15. und 19. Jahrhundert. Unter der Westempore, auf der sich die Orgel befindet, ist ein Gemeinderaum als Winterkirche eingerichtet. 
Der schlichte Bau ohne Turm mit westlicher Eingangsvorhalle wird von einem kleinen Glockenstuhl mit einer sichtbaren Glocke von 1950 am Westgiebel gekrönt. Die Schieferdeckung des Dachs wurde 1989 erneuert. Die Fenster wurden in den 1990er Jahren teilweise erneuert. 

## Orgel
Seit 1964 hat die Kirche eine Eule-Orgel mit 708 Pfeifen und 11 Registern mit mechanischer Traktur, verteilt auf zwei Manuale und Pedal. Ton- und Registertraktur sind mechanisch ausgeführt.
Disposition
- I. Manual: Gedackt 8′, Prinzipal 4′, Sifflöte 1 1/3′, Mixtur 3fach, Manualkoppel
- II. Manual: Zimbelpfeife 1fach, Sesquialtera 2fach, Querflöte 2′, Rohrflöte 4′, Quintade 8′, Tremulant
- Pedal: Dolkan 4′, Gedacktbass 16′

Koppel II / Pedal, Koppel I / Pedal